# ريفيل سكولز: يونايتد باي فايت (لعبة فيديو)
ريفل سكولز : يونايتد باي فايت (بالإنجليزية:Rival Schools: United By Fate) (باليابانية:私立ジャスティス学園) ، يسمى في النسخة اليابانية الأصلية لوجين باي هيروس (بالإنجليزية:LEGION OF HEROES) ، هي لعبة إلكترونية من نمط المبارزة أو المواجهة بين شخصين، أنتجت من قبل شركة كابكوم اليابانية سنة 1997م.

## القصة المختصرة
ريفل سكولز، هي مدرسة تعليمية تتحول إلى أنشطة متنوعة للطلاب في مدينة أوهارو الافتراضية في اليابان، يقوم كل لاعب بالمنافسة أن يكون بطل المدرسة وسيواجه البطل زعيم المدرسة (مدير المدرسة) للقضاء عليه من أجل تحقيق حلمه مستقبلاً .

## الشبه
هذه اللعبة متشابهة جدا للألعاب قتال الشوارع من شركة أس أن كاي ، ولعبة Capcom vs Marvel الشهيرة .

## مصدر
1. ↑  プレイステーション - 私立ジャスティス学園 熱血青春日記2. Weekly Famitsu. No.915 Pt.2. Pg.20. 30 June 2006.

## وصلات خارجية
- ريفيل سكولز: يونايتد باي فايت (لعبة فيديو) على موقع IMDb (الإنجليزية)

- Official Site (باليابانية)
- ريفيل سكولز: يونايتد باي فايت (لعبة فيديو) على موقع القائمة القاتلة لألعاب الفيديو